# Naenara (browser)
Naenara (hangul: 내나라, "Minha Pátria" ou "Meu País") é um navegador web norte-coreano desenvolvido para a utilização da intranet Kwangmyong. Ele é desenvolvido a partir de uma versão do Mozilla Firefox e é distribuído com o sistema operacional Red Star OS, baseado no Linux. Assim como o Red Star OS, o Naenara foi desenvolvido como parte do programa de desenvolvimento tecnológico independe da Coreia do Norte. A versão mais recente é o Naenara 4.0

## Características
O Naenara é baseado no Mozilla Firefox, porém é capaz somente de acessar sites na intranet norte-coreana, incluindo o portal virtual homônimo. O navegador é distribuido com o Red Star OS, juntamente ao Sogwang Office, como programas desenvolvidos nacionalmente. O Red Star OS, o Naenara e o Sogwang Office foram desenvolvidos pelo Centro de Computação da Coreia.

Naenara no Red Star OS 2.0

### Versões
A versão 1.0 do Naenara foi distribuída juntamente com a versão 1.0 do Red Star OS em 2008. Assim como a primeira versão do sistema operacional, seu acesso nunca foi disponibilizado fora da Coreia do Norte, apenas screenshots oficiais.
A versão 2.0 foi lançada em 06/07/2009, e a versão 2.5 seguiu poucos meses depois. Seu preço foi indicado como 4000 Won norte-coreano.
As versões 3.0 e 3.5 foram lançadas em 2012. Esta última é incluída no Red Star OS 3.0.
A versão mais recente, a 4.0, foi lançada em 2017, juntamente ao Red Star OS 4.0. Também existem diversas versões do Naenara para dispositivos móveis fabricados na Coreia do Norte.
Em 2013, o Naenara podia ser usado para navegar entre 1.000 e 5.500 sites na, intranet nacional, Kwangmyong. Desde a versão 2.5, o Naenara inclúi duas opções de motor de busca.

### Vulnerabilidades
A empresa de cibersegurança Hacker House encontrou diversas vulnerabilidades no Naenara em 2016. O navegador permitia controle remoto ao sistema operacional quando exposto a links especialmente construídos. Não se sabe se esta falha foi corrigida na versão 4.0.